# Biblioteca de la Asociación de Mujeres de Rosario

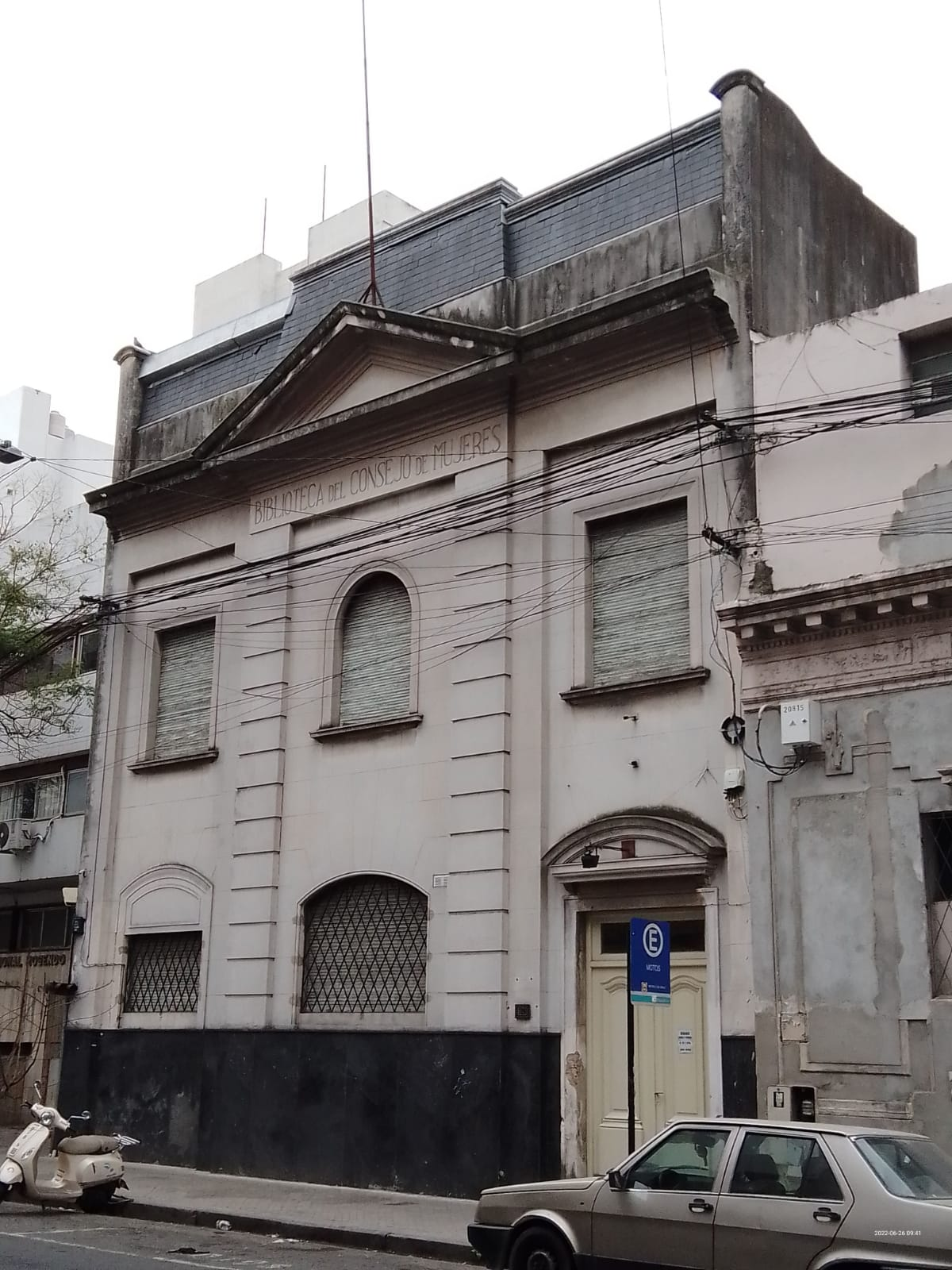
Ingreso a la Biblioteca de la Asociación de Mujeres de Rosario

La Biblioteca de la Asociación de Mujeres de Rosario, conocida también como Biblioteca del Consejo de Mujeres, es una organización cultural y educativa que se encuentra emplazada en la intersección de las calles Buenos Aires y 3 de febrero de esta ciudad de la Provincia de Santa Fe, Argentina. Fue fundada en el año 1926 por la Asociación del Consejo de Mujeres de la filial Rosario con el fin de incentivar la lectura y brindar cursos de formación para las ciudadanas. Desde su origen funcionó en la misma sede y desde su creación se fusionó con la Biblioteca Popular Mariano Moreno, ex Biblioteca Popular de Rosario, esta última inaugurada en el año 1872, primera en su tipo en esta ciudad, cuya fundación se debió al impulso de la conformación de la Comisión de Bibliotecas Populares bajo la Ley N° 419 del 23 de septiembre de 1870, impulsada por el entonces Presidente de la Nación, Domingo Faustino Sarmiento. Es por ello que puede considerarse a la Biblioteca de la Asociación de Mujeres de Rosario como la primera biblioteca popular de la ciudad. En la actualidad, su colección posee más de 40.200 ejemplares.

## Historia
En el año 1900, por la iniciativa de la Dra. Cecilia Grierson, primera médica argentina y latinoamericana, se constituye el Consejo de Mujeres de la República Argentina, cuyo objetivo social y educativo impulsa, tres años después, la creación de su biblioteca. Bajo este influjo, un grupo de 50 mujeres se reúnen en el local de la Biblioteca Argentina de la ciudad de Rosario para dar comienzo a la filial local de la Asociación del Consejo de Mujeres, el 8 de octubre de 1925. La Asociación elige como primera presidenta de su Comisión Directiva a la señora María Hortensia Echesortu de Rouillón, quien gestiona la adquisición del local ubicado en el cruce de las calles 3 de febrero y Buenos Aires, aún hoy sede de la Biblioteca. Un año después, se inaugura el salón de lectura y Biblioteca de la Asociación del Consejo de Mujeres de Rosario, espacio que además se utilizó para impartir clases de idiomas, cursos de Secretariado General y formación en Artes Decorativas, así como seminarios de declamación y concursos literarios. Es también en el año 1926 cuando se fusiona con la Biblioteca Popular Mariano Moreno, institución que surge de la unión de la primera biblioteca popular de la ciudad, la Biblioteca Popular de Rosario, inaugurada en el año 1872, con el Centro Literario y Patriótico Mariano Moreno. De esta manera la Biblioteca de la Asociación se convierte en guardiana de su fondo documental, patrimonio cultural histórico de la ciudad.
A partir de 1942, debido a la crisis económica Argentina y la consecuente demora en el envío de subsidios, la biblioteca se vio en dificultades para solventar, en principio, la compra de nuevo material para su colección y posteriormente, para enfrentar los gastos de mantenimiento y sueldos de los empleados. En este escenario, en el año 1947, fue intervenida por el Gobierno de Santa Fe. Dicha intervención culmina un año después, momento también en el que la biblioteca se desafilia de su par porteña, adoptando el nombre de Biblioteca de la Asociación de Mujeres de Rosario.

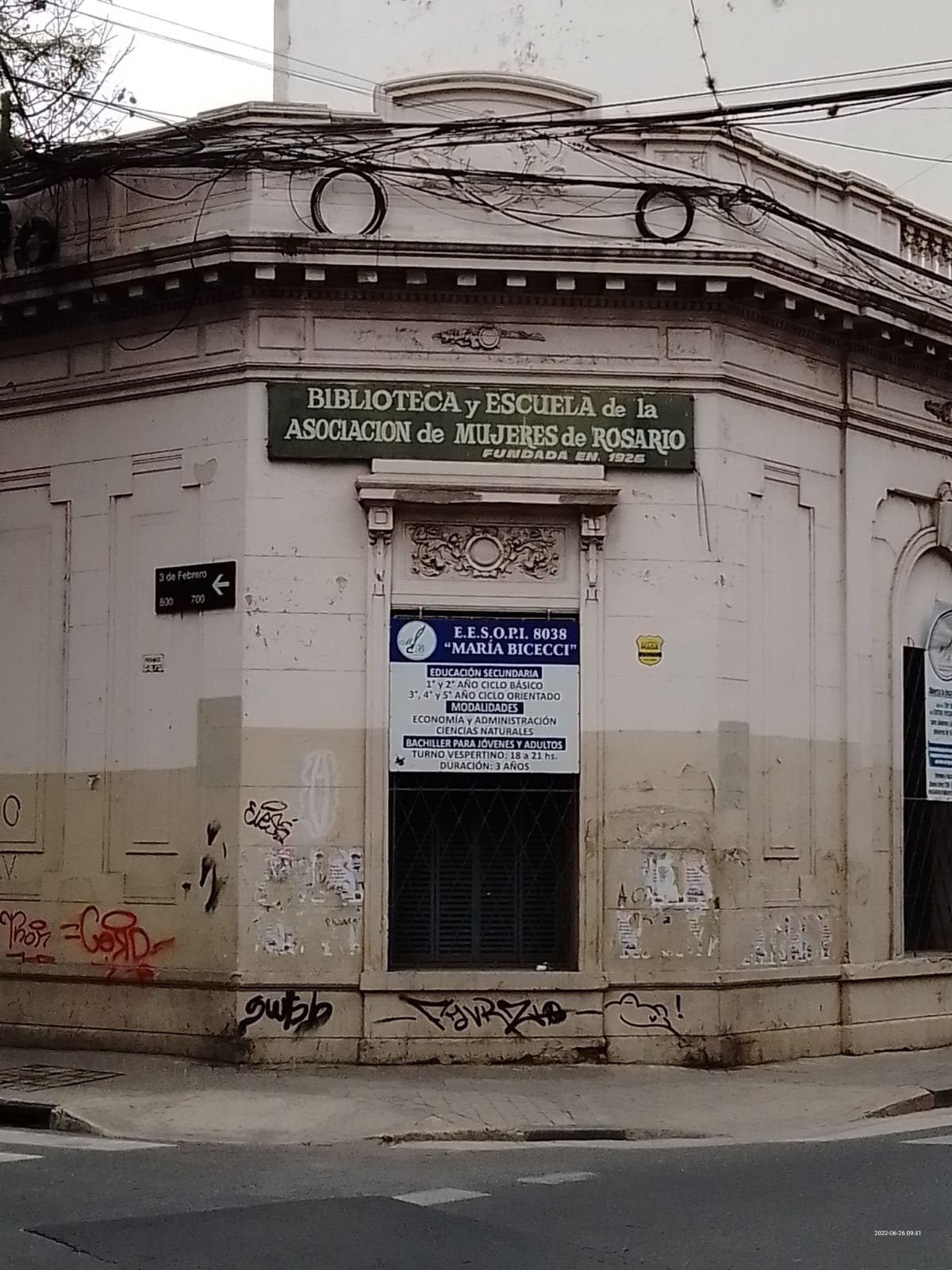
Biblioteca de la Asociación de Mujeres de Rosario, esquina de las calles 3 de febrero y Buenos Aires

## Colección
La Biblioteca de la Asociación de Mujeres de Rosario posee en su acervo libros del siglo XVIII y recursos hemerográficos de los siglos XIX y comienzos del XX, como colecciones de los diarios de tirada nacional La Confederación y Don Quijote, volúmenes discontinuos de los periódicos de la ciudad de Buenos Aires La América, El Nacional, Noticias Gráficas y los locales La Acción, Hoy, El Independiente, Aluvión, Crónica, Democracia, El Diario de la Mañana y El Comercio, así como también ejemplares de la revista Caras y Caretas, censos nacionales y diarios de sesiones de la Cámara de Diputados de la Nación de inicios del siglo XX.
En el año 1999, debido a su colección hemerográfica histórica, la biblioteca de la Asociación de Mujeres de Rosario participó, junto con la Biblioteca Argentina Juan Álvarez y la Biblioteca del Museo Histórico Provincial de Rosario Julio Marc, de un proyecto impulsado por la Municipalidad de Rosario, cuyo objetivo fue preservar colecciones de la prensa local del siglo XIX microfilmando y digitalizando este acervo, tarea emprendida por el Centro de Estudios Históricos e Información Parque de España (CEHIPE), patrocinado por la Fundación Antorchas, la Agencia Española de Cooperación Internacional para el Desarrollo (AECID) y el Programa para Archivos y Bibliotecas Latinoamericanas (PLALA).

## Cronología de presidentas de la institución
- María Hortensia Echesortu de Rouillón (1925/1929)
- Ramona Ortiz de Colombre (1929/1947)
- Flora Basaldúa de Sánchez Granel (1948)
- Susana Colombres de Rouillón Echesortu (1948/1956)
- Raquel Colombres de Grasso Grognet (1956/1964)
- Elena Fidanza de Castagnino (1964/1972)
- Susana Marc de Salvador (1972/1980)
- Amanda Antelo de Giacosa (1980/1982)
- María Esther Álvarez de Escudero (1982/1986)
- Clides C. Gajate (1986/1994)
- Ana Mabel Perrone de Martínez (1994)
- Clides C. Gajate[3]